# つま恋ガス爆発事故
つま恋ガス爆発事故（つまごいガスばくはつじこ）は、1983年（昭和58年）11月22日12時48分に静岡県掛川市のレクリエーション施設で発生したガス爆発事故である。
死者14人、負傷者27人に及ぶ被害を出し、日本国内におけるLPガスの爆発事故としては最大の人的被害となった。

## 概要
1983年（昭和58年）11月22日12時48分、ヤマハレクリェーションつま恋（現：つま恋リゾート 彩の郷）で営業していた飲食施設の満水亭（たまりてい）にて室内に充満したLPガスに、何らかの着火源（サービスセンター内の電気器具、特に製氷機の可能性が高いとされるが、断定されていない）から引火し2度の爆発、火災が発生した。鉄骨平屋建ての建屋（約1,000平方メートル）は全壊し、客や従業員など死者14名、負傷者27名の大惨事となった。この他、隣接するスポーツマンズクラブの室内プールのガラス窓が全損するなどの被害が出た。

## 事故の詳細
満水亭は、夏季はバーベキューハウス、冬季は和風レストランとして鍋物を提供していた。夏季はガス貯蔵庫（500キログラム入りガスボンベ4本）から地下埋蔵のガス管を経て、店舗内のバーベキューテーブルの床下に設置したガス栓からゴム管で床上へガスを供給していた。一方、冬季は床に畳を敷き詰め、その上に2キログラム入りのガスボンベを置き、そこからガスを供給していた。
事故発生前の11月13日、夏季から冬季への模様替えを行ったが、その作業の過程において作業員が調理器具を繋ぐ末端のガス栓を閉めずに器具の撤去を行い、99箇所のうち31箇所のガス栓が開いたままの状態となった。この作業手順のミスは、工事期間中はガスの元栓が締められていたことから発覚しなかった。
模様替え後初営業日となった11月22日12時過ぎ、調理場の湯沸かし器を使用するため元栓が開かれると同時に、開かれたままのガス栓からガスが一気に漏出した。そのとき漏れたガスの量は、爆発の時点で1日の平均使用量の2倍に達していた。だが湯沸かし器が作動しなかった上、ガス漏れ警報器（4機のうち2機が作動。残り2機は整備不良のため作動せず）が作動し、従業員の1人が責任者に電話で連絡し、責任者は事務所へ電話したが、客への避難誘導やガスの元栓を閉めるなどの対処は行われなかった。店内にいた客もガスの臭いに気づき、たばこを控えた者、火を使わず仕出し弁当を食べた者もいた。2キログラムのガスボンベと湯沸かし器のチェックを行ったにもかかわらず、サービスカウンターのガス漏れ警報機が作動したため、食堂課からの連絡を受けて施設課員が満水亭に到着した直後の12時48分ごろに漏れたガスが引火して、大爆発を起こした。このガス爆発により客や従業員ら14名が死亡、27名が重軽傷を負った。
爆発直後の12時50分にガス貯蔵庫の元栓が止められ、消防隊により13時55分に鎮火した。

## 事故に伴う影響
つま恋ガス爆発事故の発生直後、施設の親会社である日本楽器製造（現・ヤマハ）と関連会社のヤマハ発動機はしばらくの間、テレビCMなど一切の広告活動を自粛した。これに伴い、日本楽器製造一社提供のラジオ番組『コッキーポップ』（ニッポン放送制作。MBSラジオ、RKBラジオ他にネット）も番組冒頭のアナウンス"この番組は、ヤマハの提供でお送りします"の部分をカットし、CMの枠を公共広告機構（現：ACジャパン）の啓発CMに差し替える措置を取った。日本楽器製造は速やかに事故の責任を認めて示談に応じ、犠牲者の遺族及び負傷者に賠償金を支払った。
事故後、LPガス事業者は新設される家庭用程度の用途のガス栓をヒューズコックへと切り替え、既存の設備も安全点検の際に配布されるパンフレットなどで早期の交換を促した。

## 店舗の問題
事故の現場となった「満水亭」は1977年の開店後、ガス管を増設したが液化石油ガス法で義務付けられている県知事への届け出は行われず、その後も小規模の増設工事が行われた。不安を感じたガス納入業者が事故9か月前の2月にガス管の検査を行おうとしたが、店舗側の協力が得られずガス抜きをした上での十分な点検は行われなかった。なお、店舗には緊急遮断装置が取り付けられていなかった。さらに、これらの改装工事を経費節約のために従業員のみで行っていたことも判明した。
この事態で食堂長（料理長）ら従業員5人が逮捕→起訴され、翌1984年に全員に執行猶予付きの有罪判決が下された。

## 対応

### 行政
この事態を重く見た通産省(当時)は「つま恋LPガス事故対策委員会」を設置し、翌年4月に報告書を取りまとめた。

### 事業者
この事故を受けて日本LPガス連合会は同年に都市ガス用に開発されたばかりのマイコンメーターのプロパンガスへの導入を決め、1987年から置き換えが進められた。